# 小行星6470
小行星6470（6470 Aldrin），天文學臨時編號1982 RO1，是一顆位於小行星帶的小行星，由捷克天文學家安東寧·姆爾科斯（Antonín Mrkos）於1982年9月14日在捷克 Kleť 發現，以第二位登陸月球的美國太空人伯茲·艾德林的姓氏命名。 

## 外部連結
- JPL Small-Body Database Browser on 6470 Aldrin （页面存档备份，存于）

| 前一小行星： 6469 Armstrong | 小行星列表 | 後一小行星： 6471 Collinsn |